# Syed Ahmed Khan

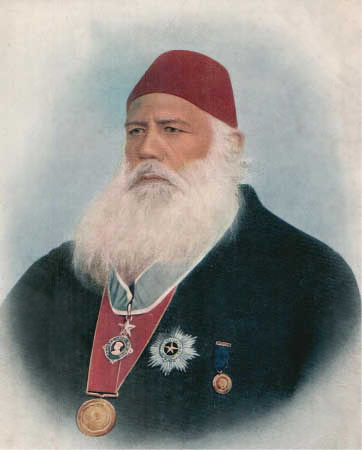
Syed Ahmed Khan.

Syed Ahmed Khan Bahadur o Sayyid Ahmad Khan (17 de octubre de 1817, Delhi – 27 de marzo de 1898, Aligarh, India) fue un político, jurista y educador musulmán de la India.

## Biografía
Nació dentro de una familia de funcionarios del Imperio mogol, trabajó para la Compañía Británica de las Indias Orientales y ocupó varios puestos judiciales. Apoyó a los británicos durante la Rebelión de la India de 1857, pero fue criticado por los errores de su influyente panfleto titulado Las causas de la rebelión india.
La postura prooccidentalista de Khan se basaba en la admiración de los logros europeos —«todas las cosas buenas, espirituales y materiales, que cabría encontrar en el hombre, le han sido concedidas a Europa por el Todopoderoso, y sobre todo a Inglaterra», escribió durante el viaje que realizó a Europa en 1869— y en la idea de que los musulmanes de la India se habían quedado rezagados respecto a los hindúes a la hora de aprovechar las oportunidades que ofrecían la educación moderna. Por eso fundó el Aligarh College, en el norte de la India, del que iban a salir algunos de los líderes más importantes de la comunidad musulmana de la India. Este análisis era compartido por el panislamista Al Afghani, pero este acusó a Khan de aspirar «a debilitar la fe de los musulmanes, a servir a los intereses de los extranjeros, y a modelar a los musulmanes conforme a las costumbres y creencias de aquéllos».